# Bahnhofstraße 12 (Iphofen)

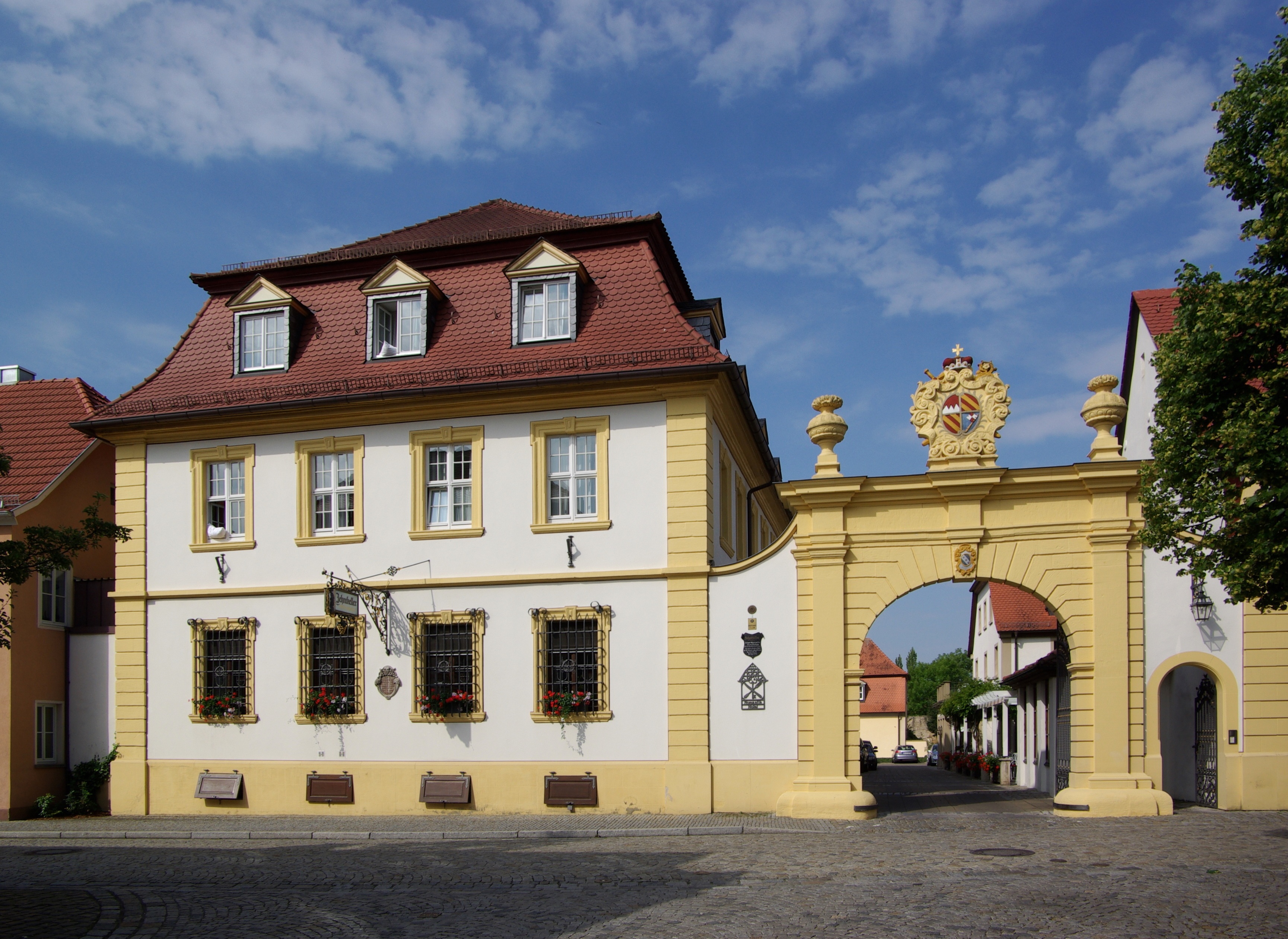
Das Haus in der Bahnhofstraße 12

Das Haus Bahnhofstraße 12 (auch Zehntkeller, Birklinger Hof; früher Hausnummer 302) ist ein denkmalgeschütztes Gebäude in der Altstadt der Stadt Iphofen im unterfränkischen Landkreis Kitzingen.

## Geschichte
Der sogenannte Zehntkeller in der Iphöfer Bahnhofstraße 12 steht an der Stelle eines bereits im 15. Jahrhundert erwähnten Vorgängerbaues. Damals stand hier der „Mönchshove“ des östlich von Iphofen gelegenen Augustinerchorherrenstiftes Birklingen. Nachdem das Kloster im Deutschen Bauernkrieg des Jahres 1525 zerstört worden war, zogen die Mönche in die durch die Stadtmauer gesicherten Baulichkeiten in Iphofen ein. Als das Kloster in der Folge der kriegerischen Ereignisse aufgelöst wurde, gelang es im Jahr 1545 dem Würzburger Hochstift die Baulichkeiten in seine Hand zu bekommen. Zunächst richtete man hier das Amtshaus ein, im 17. Jahrhundert wurde hierfür ein repräsentativer Bau in der heutigen Maxstraße errichtet. Da sich unter dem Haus allerdings ein großer Gewölbekeller erstreckte, wurde hier fortan der Zehntwein gelagert.
Im Jahr 1723 gelangte das Haus durch einen „Permutationsvertrag“ an die Stadt Iphofen. Drei Jahre später veräußerte die Gemeinde das Anwesen jedoch schon wieder. Käufer war das Würzburger Juliusspital, das den Keller für die Lagerung seines Weins nutzte. Daneben zog auch das Zentgericht in die Räumlichkeiten ein. Nach 1726 erhielt das Haus durch einen großen Umbau sein heutiges Erscheinungsbild im Stil des Spätbarock. Nach der Auflösung des Zentgerichts kam das Haus zunächst an die Stadt Iphofen. Diese veräußerte es 1850 an Privatpersonen. Heute beherbergen die Räume ein Weingut. Daneben ist hier ein Hotel mit Gasthaus untergebracht.

## Beschreibung

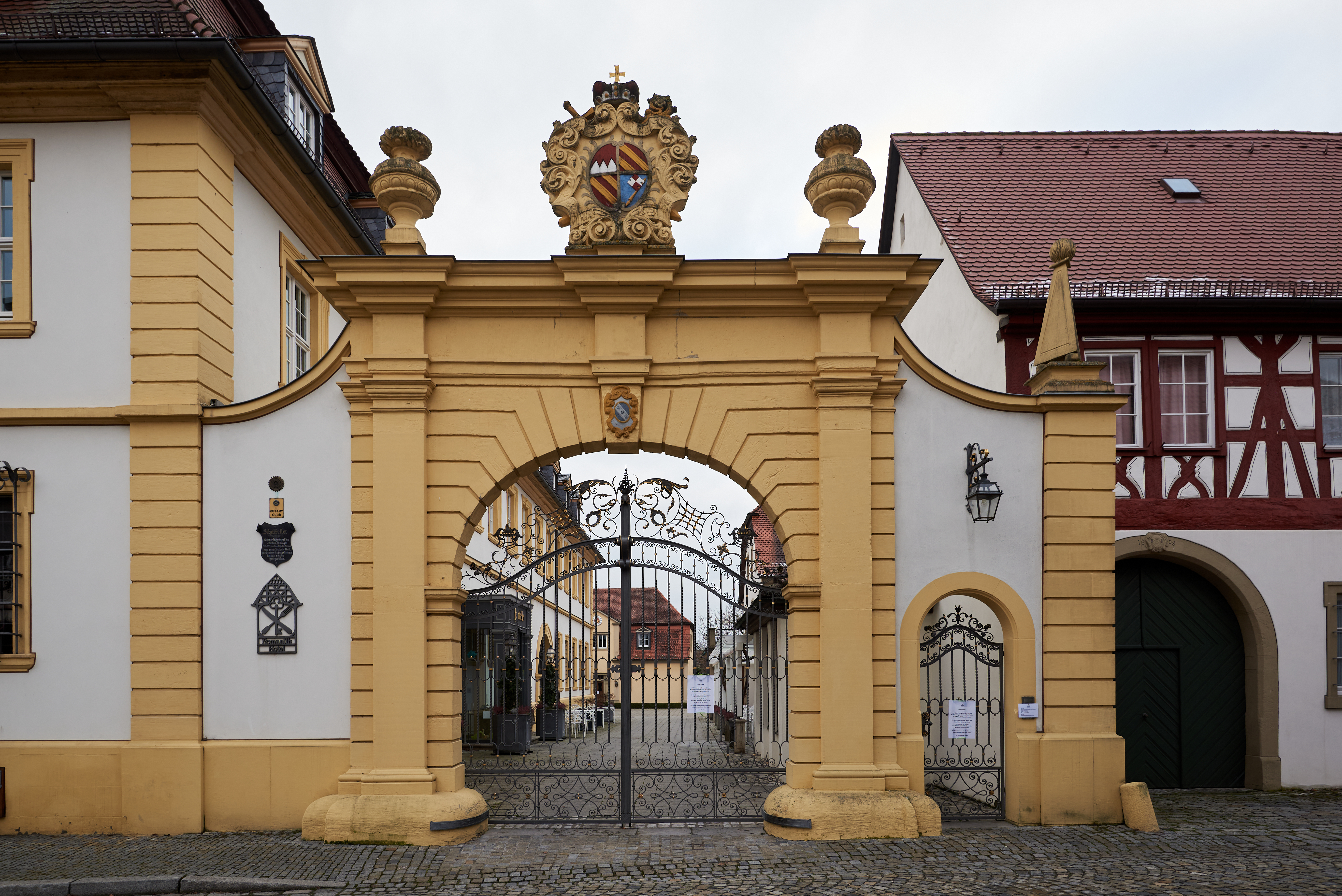
Das Hoftor neben dem Haus

Das Haus wird vom Bayerischen Landesamt für Denkmalpflege als Baudenkmal eingeordnet. Untertägige Reste der Vorgängerbebauung sind als Bodendenkmal geführt. Daneben bildet das Haus einen bedeutenden Punkt innerhalb des Ensembles Altstadt Iphofen, das auch das historische Gräbenviertel umfasst. Der ehemalige Zehntkeller ist ein zweigeschossiger Mansarddachbau mit geohrten Fensterrahmungen. Die reiche Gliederung des Anwesens mit umlaufenden Geschossgesimsen und einer Eckquaderung verweist auf die Zeit des Spätbarock. Dieser Epoche können auch die Dachgauben mit den Dreiecksgiebeln zugeordnet werden. 
Besondere Bedeutung auf die gesamte Bahnhofstraße hat das rechts neben dem Haus befindliche Hoftor mit Fußgängerpforte. Es weist reiche Zierformen auf. So wurde es rustiziert und schließt mit einem ausladenden Gesims ab, auf dem zwei typisch fränkische Vasen stehen. Auf die würzburgische Herrschaft über Iphofen verweisen die in der Mittelachse des Hoftors angebrachten Wappen. Den Abschluss des Portals bildet ein großes Wappen des Fürstbischofs Christoph Franz von Hutten, das kleinere Wappen, das darunter als Schlussstein des Portals angebracht wurde, verweist auf den Gründer des Juliusspitals, Fürstbischof Julius Echter von Mespelbrunn. Neben dem Portal hat sich ein großes Wirtschaftsgebäude erhalten, das ebenfalls im 18. Jahrhundert gebaut wurde.